# 圣马尔莱鲁菲
圣马尔莱鲁菲（法語：Saint-Mard-lès-Rouffy，法語發音：[sɛ̃ maʁ lɛ ʁufi]，意为“鲁菲附近的圣马尔”）是法国马恩省的一个市镇，位于该省中部，属于香槟沙隆区。

## 地理
圣马尔莱鲁菲（48°56'30"N, 4°6'59"E）面积6.9 平方千米，位于法国大東部大區马恩省，该省份为法国东北部内陆省份，北起阿登省，西北接埃纳省，西南接塞纳-马恩省，南至奥布省，东南接上马恩省，东临默兹省。
与圣马尔莱鲁菲接壤的市镇（或旧市镇、城区）包括：莱西斯特尔和比里、弗拉维尼、波康西、鲁菲、武济。

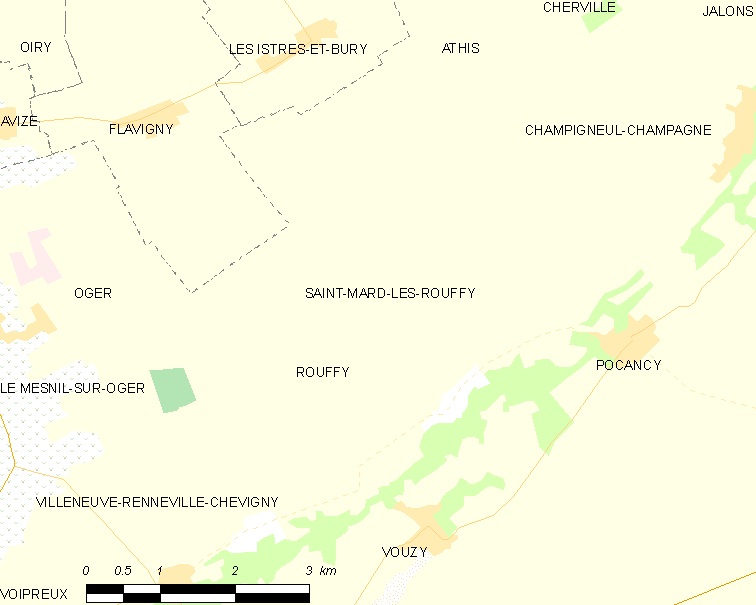
圣马尔莱鲁菲的OSM定位图

圣马尔莱鲁菲的时区为UTC+01:00、UTC+02:00（夏令时）。

## 行政
圣马尔莱鲁菲的邮政编码为51130，INSEE市镇编码为51499。

## 政治
圣马尔莱鲁菲所属的省级选区为韦尔蒂-香槟平原县。

## 人口

1962-2008年间圣马尔莱鲁菲人口变化图示

圣马尔莱鲁菲于2022年1月1日时的人口数量为152人。